# Três Arroios
Três Arroios é um município do estado brasileiro do Rio Grande do Sul.

## Geografia
Pertence à Mesorregião do Noroeste Rio-Grandense e à Microrregião de Erechim.

### Distritos
- Coxilha Seca[5]. O distrito possui  cerca de 600 habitantes e está situado na região sul do município [6].